# Laurent Chu Van Minh

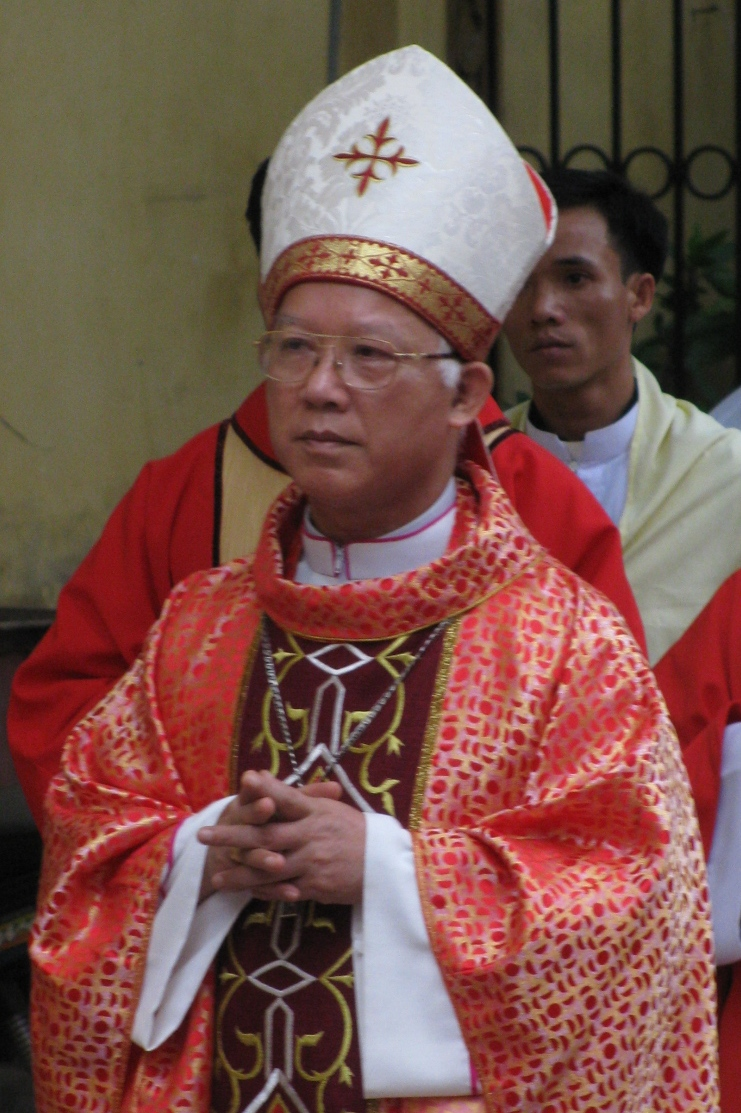
Laurent Chu Van Minh im Mai 2010

Laurent Chu Van Minh (* 27. Dezember 1943 in Nam Định; † 5. August 2025 in Hanoi) war ein vietnamesischer Geistlicher und römisch-katholischer Weihbischof in Hanoi.

## Leben
Laurent Chu Van Minh studierte Philosophie und Katholische Theologie in Nam Định (1960–1967) und Hà Nôi (1992–1994). Danach arbeitete er lange Zeit als Friseur, wobei er gleichzeitig als Katechet in seiner Heimatpfarrei tätig war, weil die Regierung ihm die Genehmigung für die Priesterweihe nicht erteilte.
Am 10. Juni 1994 empfing er im Alter von 51 Jahren die Priesterweihe. Danach war er zunächst Vikar in Nam Định (1994–1995). 1995 wurde er zu einem Aufbaustudium im Fach Dogmatik in Rom freigestellt, wo er im Jahr 2000 mit einer Dissertation zum christlich-buddhistischen Dialog unter dem Titel Der Dialog zwischen Katholiken und Buddhisten im Licht der Lehre der Kirche zum interreligiösen Dialog promoviert wurde.
Nach seiner Rückkehr in die Heimatdiözese war er Professor für Theologie (2001–2005), Studienpräfekt (2002–2003), Subregens (2003–2005) und seit 2005 Regens am Priesterseminar in Hanoi.
Am 15. Oktober 2008 ernannte ihn Papst Benedikt XVI. zum Titularbischof von Thinisa in Numidia und zum Weihbischof in Hanoi. Der Erzbischof von Hanoi, Joseph Ngô Quang Kiệt, spendete ihm am 5. Dezember desselben Jahres unter freiem Himmel in Nam Định die Bischofsweihe. Mitkonsekratoren waren der emeritierte Weihbischof in Hanoi, Phaolô Lê Đắc Trọng, und der Erzbischof von Huế, Etienne Nguyên Nhu Thê.
Papst Franziskus nahm am 26. Januar 2019 seinen altersbedingten Rücktritt an.

## Veröffentlichungen
- Dialogo tra Cattolici e Buddhisti nel contesto del Vietnam: alla luce dell’insegnamento della chiesa sul dialogo interreligioso. – Rom: Pontificia Universitas Urbaniana, 2000.